# Waldemarsudde

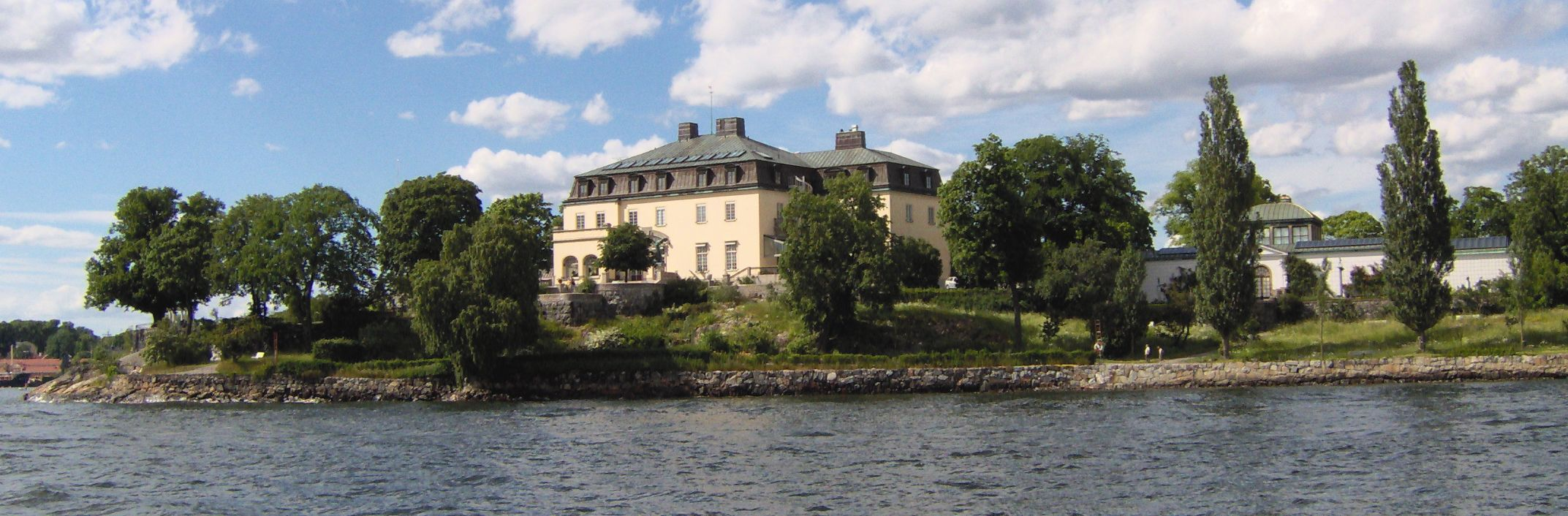
Waldemarsudde, Suécia: panorama da mansão e dos jardins.

Waldemarsudde localiza-se em Djurgården, no centro de Estocolmo, na Suécia. Foi residência e ateliê do príncipe Eugênio, Duque da Nerícia, sendo atualmente o museu Waldemarsudde do Príncipe Eugénio (Prins Eugens Waldemarsudde).
O príncipe pintor descobriu o local em 1892, quando alugou uma casa que ali existia por alguns dias. Sete anos depois, adquiriu o terreno e contratou o arquitecto Ferdinand Boberg para construir uma residência, erguida entre 1903 e 1904. Após sua morte, em 1947, a mansão foi convertida num museu e parque com esculturas. Além das obras de arte do próprio príncipe, são exibidas peças de Anders Zorn, Carl Larsson, Sigrid Hjertén, entre outros. O corpo do príncipe está sepultado próximo de Waldemarsudde. 

## Galeria

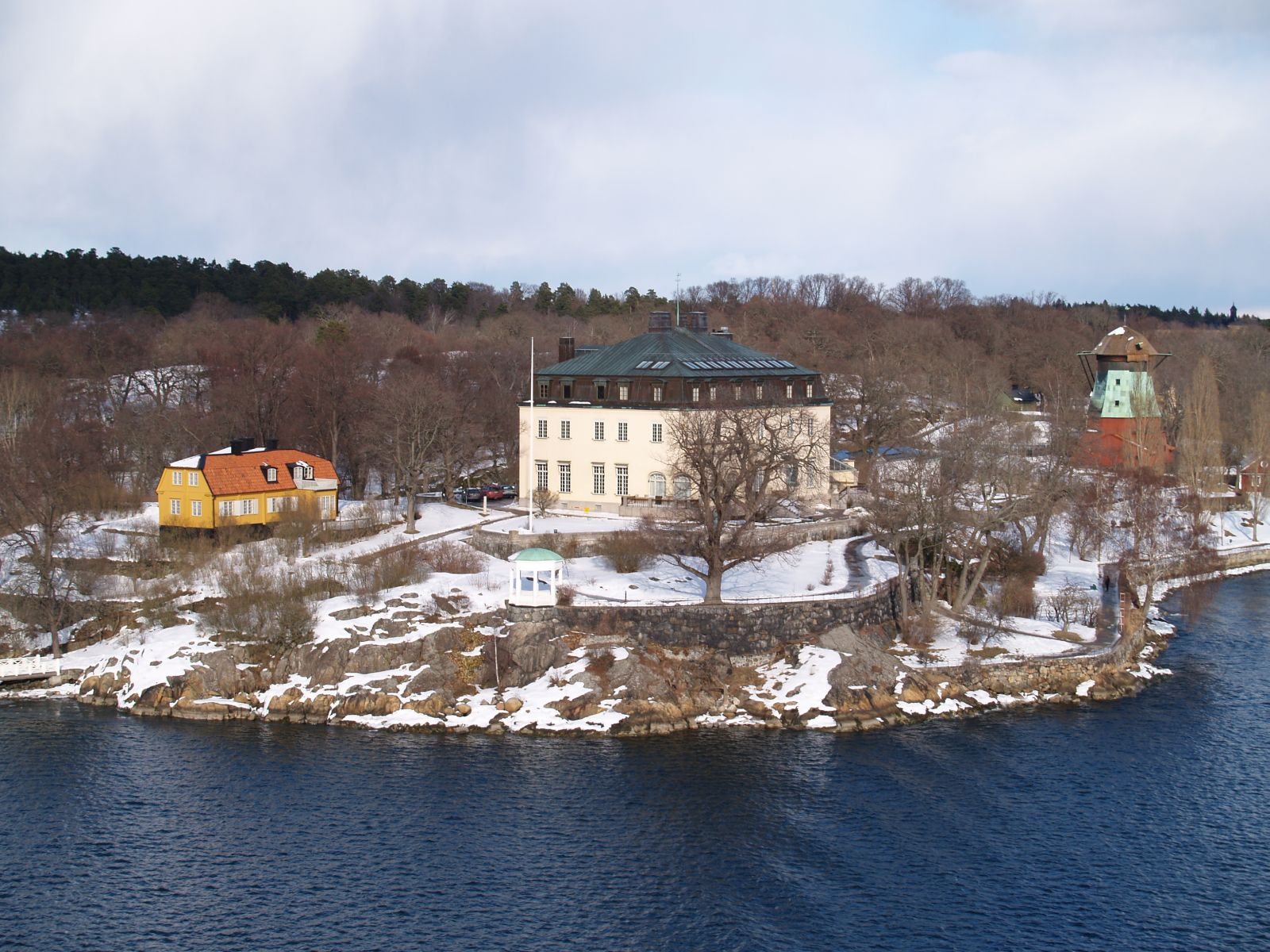
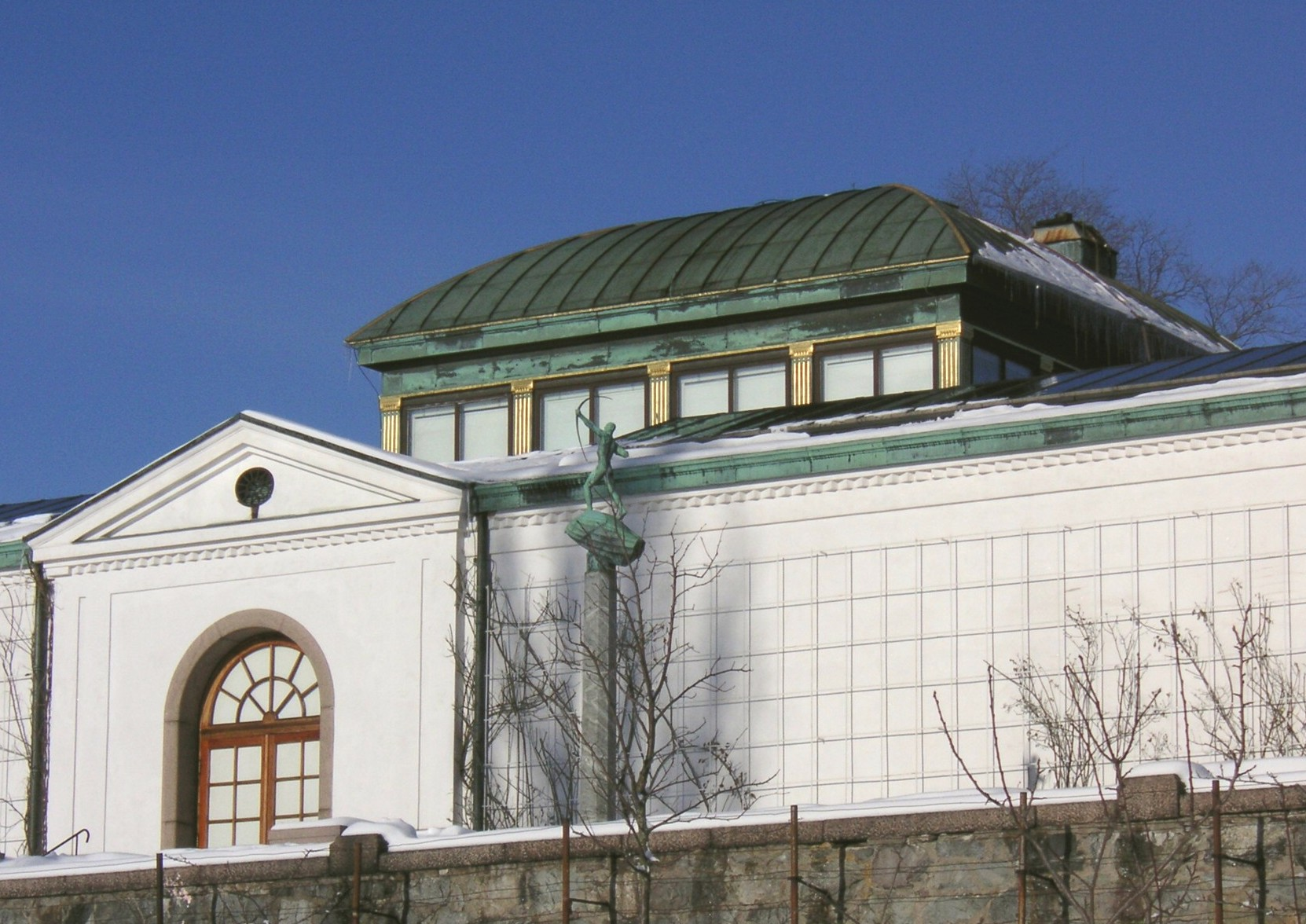
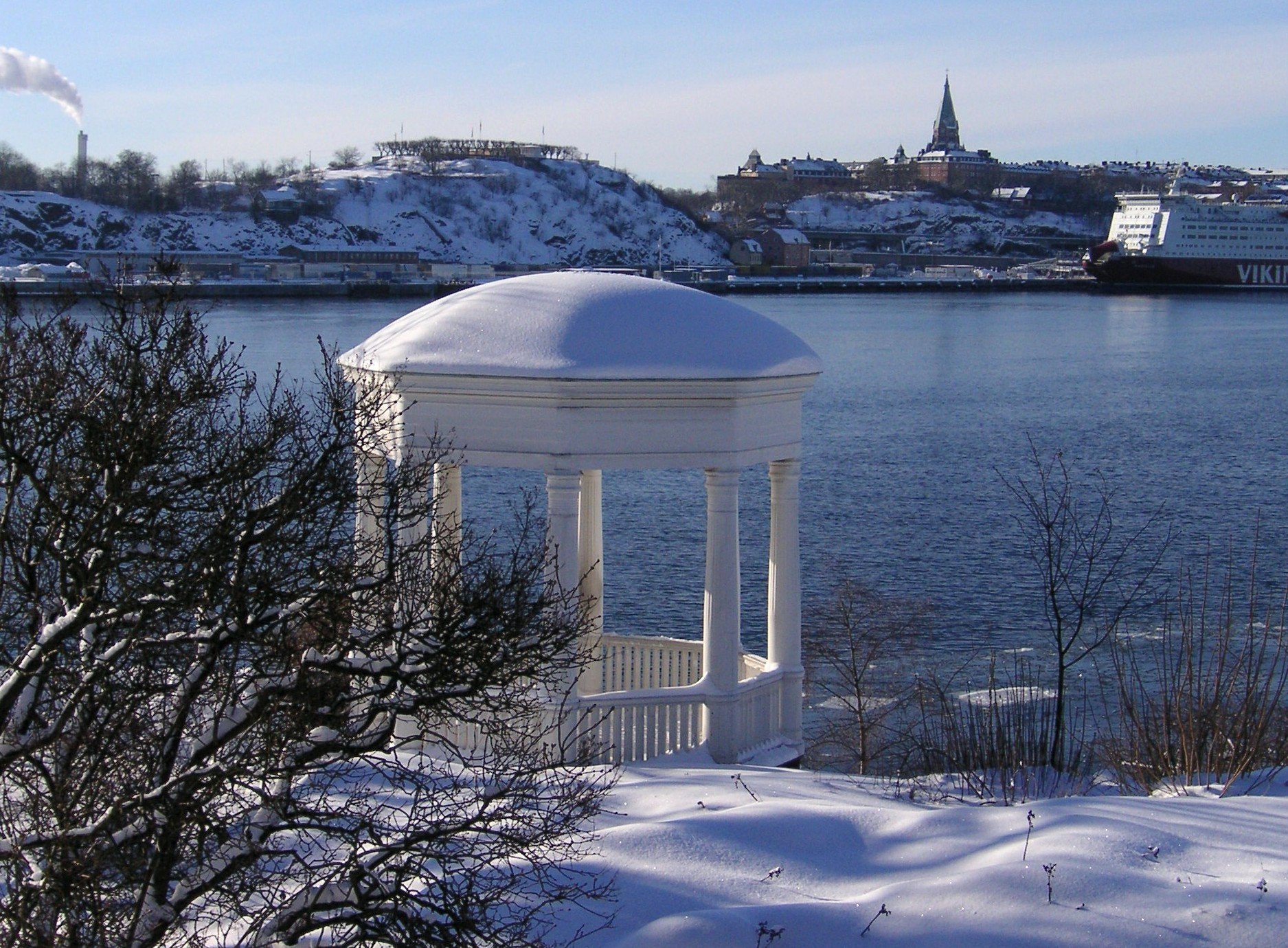
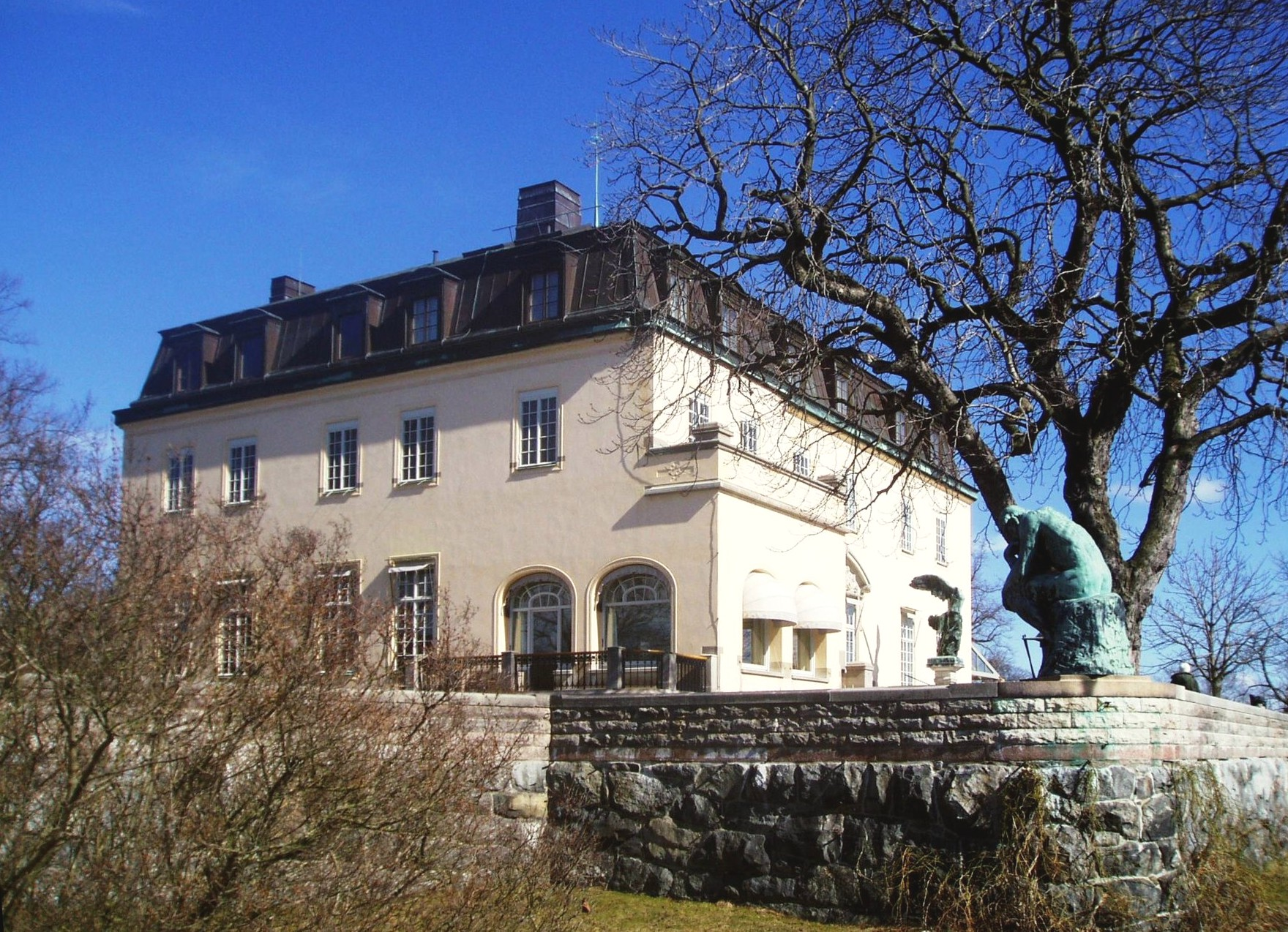